# Pistolet maszynowy Interdynamic MP-9
Interdynamic MP-9 – szwedzki pistolet maszynowy skonstruowany na początku lat 80 XX w.
MP-9 został zaprojektowany z wykorzystaniem rozwiązań zastosowanych w pochodzącym z lat 40 XX w. pistolecie maszynowym Carl Gustaf m/45. Podstawową modyfikacją było zastąpienie metalowej komory zamkowej podzespołem wykonanym z polimeru (plastiku). Jednocześnie dodano przedni chwyt, a kolbę składaną na bok broni zastąpiono wysuwaną.
MP-9 nie wzbudził zainteresowania. Wprowadzenie w połowie lat 80 XX w. roku do uzbrojenia karabinu szturmowego Ak 5 zmniejszyło liczbę pistoletów maszynowych używanych w szwedzkim wojsku, a policja nie była zainteresowana pistoletem maszynowym strzelającym z zamka otwartego, poza masą nie różniącym się od już używanej broni. W rezultacie produkcji seryjnej tej broni nie podjęto.
Prostota budowy i zastosowanie nowoczesnych technologii sprawiło, że MP-9 był bronią tanią w produkcji. Dlatego Intratec rozpoczął produkcję tej broni w USA z przeznaczeniem na rynek cywilny. Ograniczenia prawne sprawiły, że nie zdecydowano się oferować wersji strzelającej seriami, ale wariant pozbawiony kolby, przedniego chwytu i możliwości strzelania seriami oznaczony jako KG-9, który stał się pierwszym z oferowanych na rynku amerykańskim pistoletów automatycznych.

## Opis
MP-9 był bronią samoczynną-samopowtarzalną działającą na zasadzie odrzutu zamka swobodnego, strzelającą z zamka otwartego. Komora zamkowa wykonana z polimeru. Zasilanie broni z dwurzędowych magazynków o pojemności 10, 20, 32, 36, 50 naboi (magazynki wymienne z Carl Gustaf m/45). Rękojeść przeładowania po lewej stronie broni, lufa gwintowana. Broń wyposażona w celownik mechaniczny i kolbę wysuwaną.